# Callum Doyle
Callum Craig Doyle (Manchester, 3 ottobre 2003) è un calciatore inglese, difensore del Norwich City, in prestito dal Manchester City.

## Carriera

### Club
Doyle ha iniziato la sua carriera con il Manchester City, passando poi in prestito al Sunderland nel luglio 2021. Ha fatto il suo esordio professionistico il 7 agosto 2021, in una vittoria per 2-1 contro il Wigan, ed ha segnato il suo primo gol il 30 dicembre 2021, in una vittoria per 5-0 contro lo Sheffield Weds. Con il club ha collezionato 44 presenze fra tutte le competizioni, ed il club ha ottenuto la promozione in Championship vincendo i play-off.
Il 12 luglio 2022 si è unito in prestito al Coventry City per l'intera stagione.
Il 14 luglio 2023 si e unito al Leicester City con la stessa formula. Debutta con le Foxes il 6 agosto successivo, nella prima giornata di campionato vinta per 2-1 contro il Coventry City. Conclude la stagione con 23 presenze totali, anche a causa di un infortunio al ginocchio, vincendo il campionato.

### Nazionale
Dopo aver rappresentato l'Inghilterra U18, ha debuttato con l'U19 durante una vittoria per 2-0 contro l'Italia il 2 settembre 2021.
Il 17 giugno 2022 è stato incluso dell'Inghilterra U19 per il Campionato europeo di calcio Under-19. L'Inghilterra ha vinto il torneo, battendo Israele 3-1 in finale, con Doyle autore del primo gol del match.
Il 10 maggio 2023 è stato incluso dell'Inghilterra U20 per il Campionato mondiale di calcio Under-20 2023. Tuttavia è arrivato con il gruppo solo dopo la fase a gironi avendo partecipato ai playoff di Championship con il Coventry City. La sua unica apparizione è stata agli ottavi di finale nella sconfitta contro l'Italia.
L'11 settembre 2023 ha debuttato con gol con l'Under-21 durante una vittoria per 3-0 contro il Lussemburgo.

## Statistiche

### Presenze e reti nei club
Statistiche aggiornate al 3 maggio 2025.
| Stagione        | Squadra         | Campionato      | Campionato | Campionato | Coppe nazionali | Coppe nazionali | Coppe nazionali | Coppe continentali | Coppe continentali | Coppe continentali | Altre coppe | Altre coppe | Altre coppe | Totale | Totale |
| Stagione        | Squadra         | Comp            | Pres       | Reti       | Comp            | Pres            | Reti            | Comp               | Pres               | Reti               | Comp        | Pres        | Reti        | Pres   | Reti   |
| --------------- | --------------- | --------------- | ---------- | ---------- | --------------- | --------------- | --------------- | ------------------ | ------------------ | ------------------ | ----------- | ----------- | ----------- | ------ | ------ |
| 2021-2022       | Sunderland      | FL1             | 39         | 1          | FACup+CdL       | 1+4             | 0               | -                  | -                  | -                  | FLT         | 0           | 0           | 44     | 1      |
| 2022-2023       | Coventry City   | FLC             | 44         | 0          | FACup+CdL       | 1+1             | 0               | -                  | -                  | -                  | -           | -           | -           | 46     | 0      |
| 2023-2024       | Leicester City  | FLC             | 17         | 0          | FACup+CdL       | 4+2             | 0               | -                  | -                  | -                  | -           | -           | -           | 23     | 0      |
| 2024-2025       | Norwich City    | FLC             | 40         | 1          | FACup+CdL       | 1+2             | 0               | -                  | -                  | -                  | -           | -           | -           | 43     | 1      |
| Totale carriera | Totale carriera | Totale carriera | 140        | 2          |                 | 16              | 0               |                    | -                  | -                  |             | -           | -           | 156    | 2      |

## Palmarès

### Club

#### Competizioni nazionali
- Football League Championship: 1

Leicester City: 2023-2024

### Nazionale
- Campionato d'Europa Under-19: 1

2022